# Hans Hækkerup

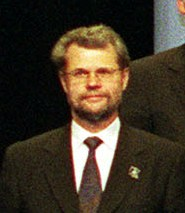
Hans Hækkerup

Hans Hækkerup (Frederiksberg, 3 december 1945) is een Deens sociaaldemocratisch politicus en diplomaat. Hij is de zoon van politicus Per Hækkerup en heeft een oom, Hans Erling Hækkerup (1907-1974), die eveneens politicus was.
Hækkerup studeerde politieke wetenschappen aan de Universiteit van Kopenhagen en werd in 1976 lid van het parlement. Hij was minister van defensie van 25 januari 1993 tot 21 december 2000 in het kabinet van Poul Nyrup Rasmussen.
Van 15 januari tot 31 december 2001 was Hækkerup speciaal gezant van de Verenigde Naties en secretaris-generaal voor Kosovo, als hoofd van de UNMIK.